# 茱莉亞·保莎娜
茱莉亞·保莎娜（英語：Julia Boserup，1991年9月9日—）是美國职业网球女运动员，2013年轉職業。她的WTA生涯最高單打排名為第116（2016年9月19日）。